# دود پرفکت
دود پرفکت (انگلیسی: Dude Perfect) شرکت سرگرمی آمریکایی است، که در سال ۲۰۰۹ تأسیس شد.